# Teinobasis gracillima
Teinobasis gracillima – gatunek ważki z rodziny łątkowatych (Coenagrionidae).